# René Nelli

René Nelli (1975)

René Nelli (* 20. Februar 1906 in Carcassonne; † 11. März 1982 ebenda) war ein französischer Dichter, Romanist, Okzitanist, Historiker und Ethnologe.

## Leben und Werk
Nelli studierte in Paris und Toulouse und schloss mit der Licence ab. Er war Gymnasiallehrer in Maubeuge, Castelnaudary und Carcassonne, ferner von 1946 bis 1963 Museumsdirektor in Carcassonne und gleichzeitig Lehrbeauftragter für Französische Ethnologie an der Universität Toulouse. Dort habilitierte er sich 1962 mit den beiden Thèses L'érotique des troubadours. Contribution ethno-sociologique à l'étude des origines sociales du sentiment et de l'idée d'amour (Toulouse 1963, 1984, 1997, Paris 1974; Prix J.-J. Weiss 1964 der Académie française) und Le Roman de Flamenca. Un art d'aimer occitanien au XIIIe siècle (Toulouse 1966, 1989).

Nelli war 1945 Mitbegründer des Institut d’Estudis Occitans. Er engagierte sich für die politische Anerkennung der okzitanischen Regionalkultur, erlebte aber nicht mehr deren Durchbruch unter Kulturminister Jack Lang. Das von ihm 1981 gegründete und später nach ihm benannte Centre d'études cathares bestand bis 2011.

Nelli war Ritter der Ehrenlegion.

## Werke
- Poésie ouverte, poésie fermée. Essai, Paris 1947
- L'Amour et mes mythes du cœur, Paris 1952
- Le Languedoc et le Comté de Foix. Le Roussillon, Paris 1958
- (Hrsg. und Übersetzer) Écritures cathares, Paris 1959, 1968,  Monaco 1994
- (Hrsg. mit René Lavaud) Les Troubadours, 2 Bde., Paris 1960–1965, 1978
- Le phénomène cathare. Perspectives philosophiques, morales et iconographiques, Toulouse 1964, 1988, 1993
- Le Musée du catharisme, Toulouse 1966, 1991
- (Hrsg.) Paroles d'hérétiques, Toulouse 1968 (1994 in: Dictionnaire du catharisme)
- Dictionnaire des hérésies et des mouvements hétérodoxes ou indépendants apparus dans le midi de la France depuis l'établissement du christianisme, Toulouse 1968 (2. Auflage 1994 u. d. T. Dictionnaire du catharisme)
- La vie que s'interdit la vie, Bram 1969, Colomiers 2011
- La vie quotidienne des Cathares du Languedoc au XIIIe siècle, Paris 1969 (Prix Georges Goyau 1970 der Académie française; ab 1995 u. d. T. Les Cathares du Languedoc au XIIIe siècle)
- Journal spirituel d'un cathare d'aujourd'hui, Paris 1970
- Érotique et civilisations, Paris 1972
- Les Cathares, Paris 1972, 1981, 1995
- Histoire du Languedoc, Paris 1974
- La philosophie du catharisme, Paris 1975 (Prix Montyon 1976 der Académie française)
- L'Amour et les mythes du cœur, Paris 1975
- Joë Bousquet. Sa vie. Son œuvre, Paris 1975
- (Hrsg.) Écrivains anticonformistes du Moyen âge occitan, 2 Bde., Paris 1977
- Mais enfin, qu'est-ce que l'Occitanie ?, Toulouse 1978 (Prix Saintour der Académie française)
- Histoire secrète du Languedoc, Paris 1978
- Troubadours et trouvères, Paris 1979
- (Hrsg.) Raimon de Miraval, Du jeu subtil à l'amour fou, Villemagne 1979
- Obra poetica occitana (1940–1980), Toulouse 1981
- Le Roman du troubadour Raimon de Miraval, Paris 1986
- Textes pour les "Cahiers du Sud", hrsg. von Daniel Fabre und Jean-Pierre Piniès, Carcassonne 1987
- Les grands arcanes de l'hermétisme occidental, Monaco 1991
- Dictionnaire du catharisme et des hérésies méridionales, hrsg. von  Michel Roquebert, Toulouse 1994